# ホウ素8
ホウ素8（Boron-8・8B）とは、ホウ素の同位体の1つ。

## 概要
8Bは、半減期が770ミリ秒の極めて短命な放射性同位体である。しかし、ホウ素の放射性同位体の中では最も寿命が長く、次に長い12Bは20.20ミリ秒である。
8Bは、陽電子放出により8Beとなる。しかし、8Beは大変不安定な同位体であり、6.7×10-17秒という非常に短い時間で2個の4Heに分裂する。そのため、実質的には8Bは2つの4Heと、それぞれ1個ずつの陽電子と電子ニュートリノに崩壊すると見なせる。これは、陽電子放出とアルファ崩壊が同時に発生して4Heになると見なすことも出来る。軽い核種でのアルファ崩壊は非常に珍しく、次に見られるのはずっと先の105Teである。
{\displaystyle {\ce {^{8}_{5}B\ ->2_{2}^{4}He\ +{\mathit {e}}^{+}\ +\nu _{\mathit {e}}}}}

## 構造
8Bの原子核は非常に特殊な構造をしている。通常の原子核は構成する陽子と中性子が1つの塊を形成していると見なせるが、8Bの原子核は、陽子4個と中性子3個がくっついた7Beの原子核の周辺を陽子1個が周回している状態となっている。これは陽子ハローと呼ばれる状態で、陽子過剰核に見られる珍しい状態である。陽子は中性子と異なりクーロン力を感じるため、ハローを形成しにくい。陽子ハローは他に26P、17Ne、27Sで見られ、このうち8Bと同じく陽子が1個のハローを構成しているのは26Pである。
8Bは、陽子ドリップラインにあるが不安定な核種である。これは他には178Auにしか見られない。

## 太陽ニュートリノとの関連
8Bは、太陽内部で稀に7Beから生成される。8Bの陽電子放出で生じる電子ニュートリノのエネルギーは15MeVと、通常の太陽ニュートリノと比べれば高エネルギーである。スーパーカミオカンデはこのエネルギー値のニュートリノに敏感に反応するため、数は稀であるが、顕著に太陽ニュートリノを数える事が出来る。